# پیرمرد پیدا شد
پیرمرد پیدا شد (به هندی: Buddha Mil Gaya) و (به انگلیسی: The old man is found) فیلمی هندی محصول سال ۱۹۷۱ و به کارگردانی هرشیکیش مکهرجی است. در این فیلم بازیگرانی همچون اوم پراکاش، ناوین نیشول، دون ورما، آرچانا، آریونا ایرانی و لالیتا پاوار ایفای نقش کرده‌اند.